# 蕭子明
蕭 子明（しょう しめい、建元元年（479年）- 建武2年6月25日（495年8月1日））は、南朝斉の皇族。西陽王。武帝蕭賾の十男。字は雲光。

## 経歴
蕭賾と蔡婕妤のあいだの子として生まれた。永明元年（483年）1月、武昌王に封じられた。永明3年（485年）、国璽を失い、西陽王に改封された。永明6年（488年）11月、持節・都督南兗兗徐青冀五州諸軍事・冠軍将軍・南兗州刺史となった。永明8年（490年）、征虜将軍に進んだ。永明10年（492年）、左将軍に進み、都督会稽東陽臨海永嘉新安五郡諸軍事・会稽郡太守となった。子明は容姿が明るく清らかであったため、かれを見た士女は感嘆する者が多かった。
永明11年（493年）、蕭昭業が即位すると、子明は平東将軍に進んだ。隆昌元年（494年）、右将軍・中書令となった。同年（延興元年）、侍中に転じ、右将軍のまま驍騎将軍を兼ねた。同年（建武元年）、撫軍将軍に転じた。
建武2年6月壬戌（495年8月1日）、明帝の命により弟の南海王蕭子罕・邵陵王蕭子貞とともに殺害された。享年は17。

## 伝記資料
- 『南斉書』巻40 列伝第21
- 『南史』巻44 列伝第34